# Disc circumestel·lar

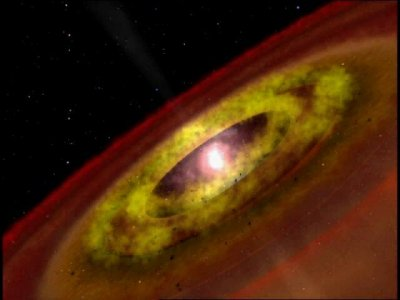
Representació artística d'una estrella T Tauri amb un disc circumestel·lar.

S'anomena disc circumestel·lar a una estructura material amb forma d'anell o tor situada al voltant d'una estrella. El disc circumestel·lar està constituït per gas, pols, i objectes rocosos o de gel, anomenats planetesimals. Els discos circumestel·lars poden originar-se durant la fase de formació de l'estrella, a partir del mateix núvol de gas i pols de la que es forma aquesta (discos protoplanetaris), i encara que la major part del material és finalment acretat per l'estrella, expulsat pel vent estel·lar, o capturat en forma de planetes, una quantitat residual pot sobreviure en forma de cinturó d'asteroides o cinturó de Kuiper. També pot originar-se un disc circumestel·lar per la col·lisió de dos planetes o planetesimals (disc de runa), o durant el procés de captura del gas procedent de l'atmosfera superior d'una estrella companya en cas d'estrelles binàries tancades (disc d'acreció). El 2004 un equip d'astrofísics va descobrir un disc circumestel·lar de runa al voltant de l'estrella HD 107.146. És el primer que es detecta al voltant d'una estrella similar al Sol.

## Disc protoplanetari

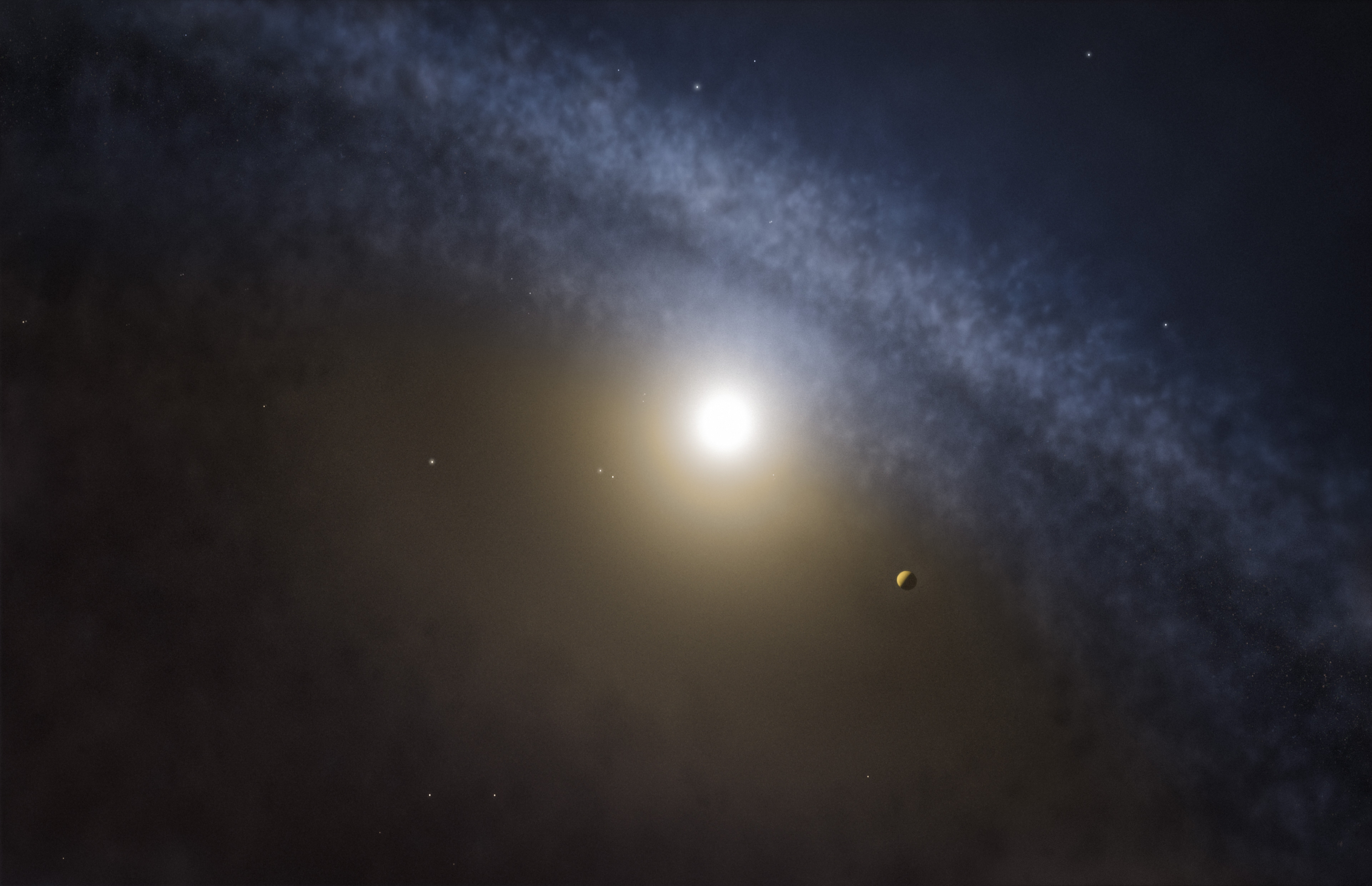
Impressió artística d'un disc de transició al voltant d'una estrella jove.

Al voltant de les estrelles més joves, els discos circumstel·lars són el dipòsit de material del qual neixen els planetes, i en aquest cas s'anomenen discos protoplanetaris. Segons el model acceptat actualment de formació estel·lar, una estrella es forma a partir del col·lapse gravitatori de la matèria dins d'un núvol molecular gegant. El material en rotació té un moment angular que determina la formació d'un disc protoplanetari gasós al voltant de l'estrella jove. El disc està format principalment per hidrogen i constitueix part de la massa de l'estrella central. La fase del disc d'acreció dura uns quants milions d'anys, amb taxes d'acreció normalment entre 10−7 i 10−9 masses solars per any (taxes per als sistemes típics presentades a Hartmann et al.)
El disc es refreda gradualment quan l'estrella entra a la fase T Tauri. Dins del disc, es formen grans de pols, formats per roca o gel, que poden coagular-se en Planetesimals. Si el disc és prou massiu, es poden formar embrions planetaris. Es creu que la formació de sistemes planetaris és un procés natural dins de la formació estel·lar. Normalment, una estrella semblant al sol triga uns 100 milions d'anys a formar-se.

## Sistema binari

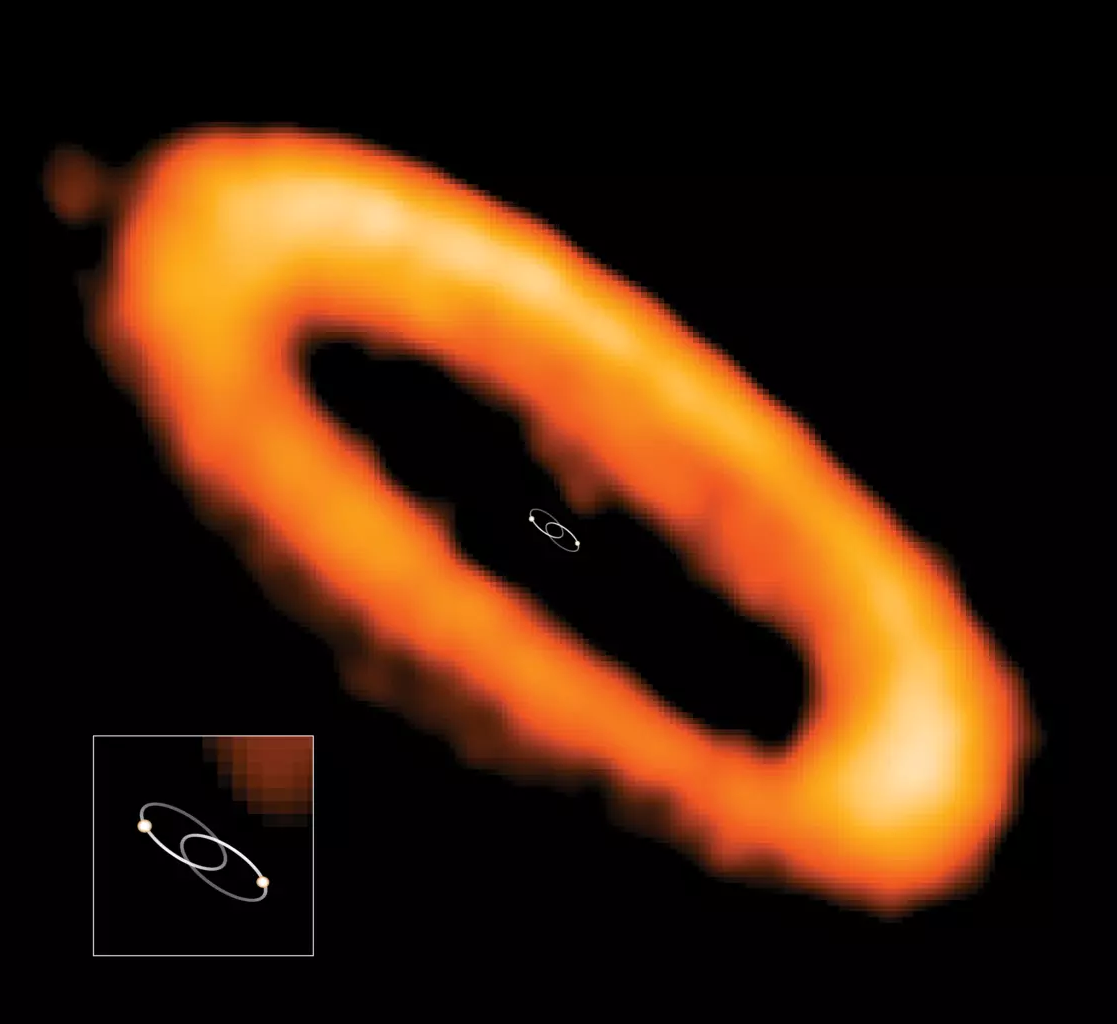
El disc circumbinari al voltant d'AK Scorpii, un sistema jove a la constel·lació de Scorpius. La imatge del disc es va fer amb ALMA.

L'entrada de gas a un sistema binari permet la formació de discos circumstellars i circumbinaris. La formació d'aquest disc es produirà per a qualsevol sistema binari en què el gas que incideix contingui algun grau de moment angular. S'observa una progressió general de la formació del disc amb nivells creixents de moment angular:
- El disc circumprimari és aquell que orbita al voltant de l'estrella primària (és a dir, més massiva) del sistema binari.[4] Aquest tipus de disc es formarà mitjançant acreció si hi ha un impuls angular l'impuls està present en el gas que cau.[4]
- El disc circumsecundari és aquell que orbita al voltant de l'estrella secundària (és a dir, menys massiva) del sistema estel·lar binari. Aquest tipus de disc només es formarà quan hi hagi un nivell prou alt de moment angular dins del gas que cau. La quantitat de moment angular necessària depèn de la relació de la massa secundària amb la primària.
- El disc circubinari és un disc que orbita al voltant de les estrelles primàries i secundàries. Aquest disc es formarà més tard que els discs circumprimaris i circumsecundaris, amb un radi interior molt més gran que el radi orbital del sistema binari. Es pot formar un disc circumbinari amb un límit de massa superior d'aproximadament 0,005 masses solars,[5] moment en què el sistema binari generalment és incapaç de pertorbar el disc amb prou força perquè el gas s'acreti encara més als discs circumprimaris i circumsecundaris.[4]

Una vegada que s'ha format un disc circumstel·lar, les ones de densitat espiral es creen dins del material circumstel·lar mitjançant un parell diferencial a causa de la gravetat del binari. La majoria d'aquests discos es formen axisimètrics respecte al pla binari, però és possible per a processos com l'efecte Bardeen-Petterson, un camp magnètic dipol mal alineat i pressió de radiació que es produeixi una deformació o una inclinació significativa a un disc inicialment pla.
S'observa una forta evidència de discs inclinats als sistemes Her X-1, SMC X-1 i SS 433 (entre d'altres), on s'observa un bloqueig periòdic de la línia de visió de les emissions de raigs X ordre de 50-200 dies; molt més lenta que l'òrbita binària dels sistemes de ~1 dia. Es creu que el bloqueig periòdic és el resultat de la precessió d'un disc circumbinari o circumprimari, que normalment es produeix retrògrad a l'òrbita binària com a resultat del mateix parell diferencial que crea ones de densitat espiral en un disc axisimètric.
L'evidència de discs circumbinaris inclinats es pot veure a través de la geometria deformada dins dels discos circumbinaris, la precessió de jets protoestel·lars i les òrbites inclinades d'objectes circumbinaris (com es veu a l'eclipsi binari TY CrA). Per als discos que orbiten un binari de relació de massa secundària a primària baixa, un disc circumbinari inclinat patirà una precessió rígida amb un període de l'ordre d'anys. Per als discos al voltant d'un binari amb una proporció de massa d'un, els parells diferencials seran prou forts com per trencar l'interior del disc en dos o més discs separats i precessants.
Un estudi del 2020 utilitzant dades d'ALMA va mostrar que els discos circumbinaris al voltant de binaris de període curt sovint estan alineats amb l'òrbita del binari. Els binaris amb un període superior a un mes mostraven normalment una desalineació del disc amb l'òrbita binària.

## Pols

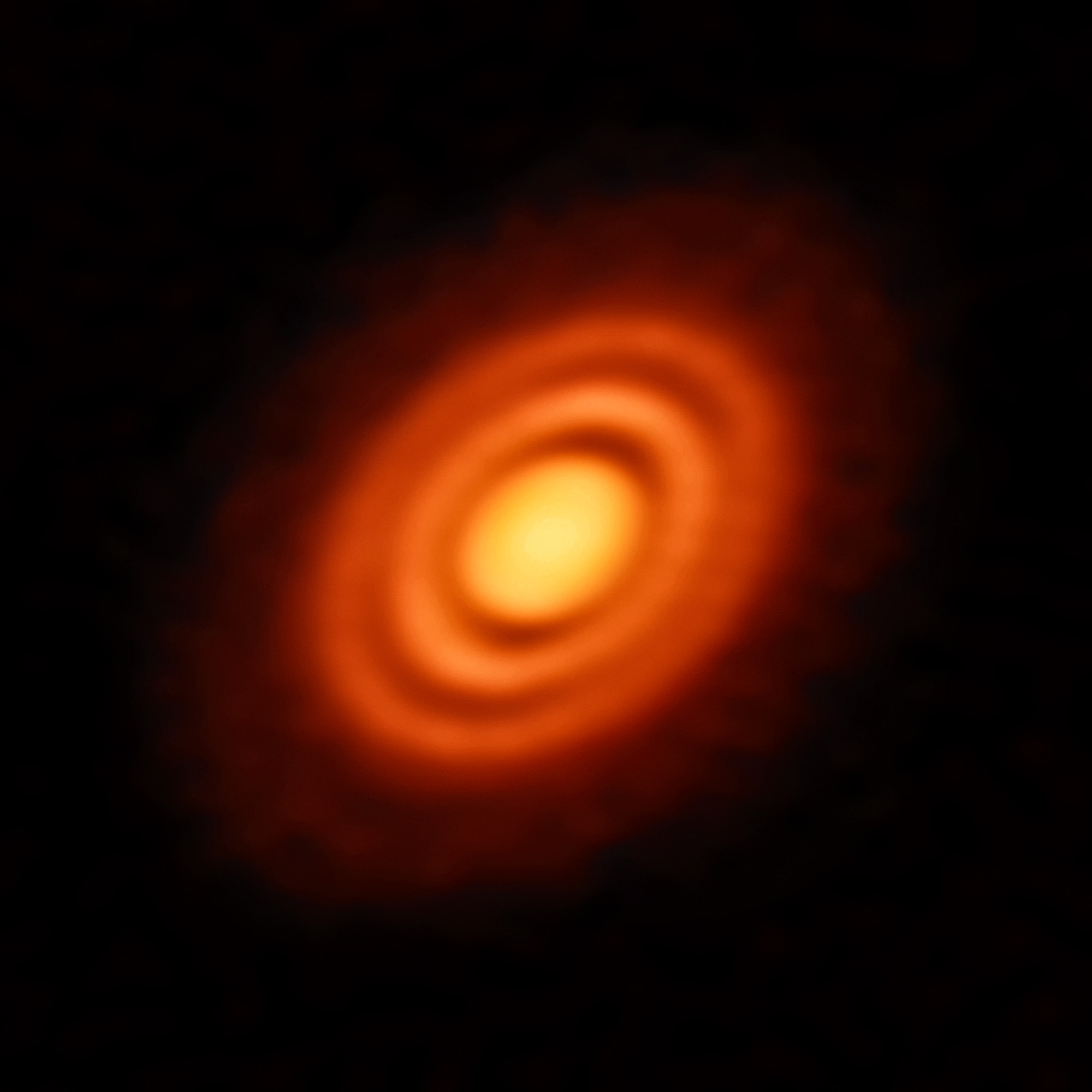
Núvol primordial de gas i pols que envolta la jove estrella HD 163296.

- Els disc de fragments consisteixen en planetesimals juntament amb pols fina i petites quantitats de gas generades per les seves col·lisions i evaporació. El gas original i les petites partícules de pols s'han dispersat o acumulat als planetes.[12]
- El núvol de pols interplanetària o pols zodiacal és el material del Sistema Solar creat per col·lisions d'asteroides i evaporació d'un cometa vist pels observadors a la Terra com una banda de llum dispersa al llarg de l'eclíptica abans de la sortida o després de la posta del Sol.
- La pols exozodiacal és pols al voltant d'una altra estrella que no sigui el Sol en una ubicació anàloga a la de la llum zodiacal del Sistema Solar.

## Dissipació i evolució del disc

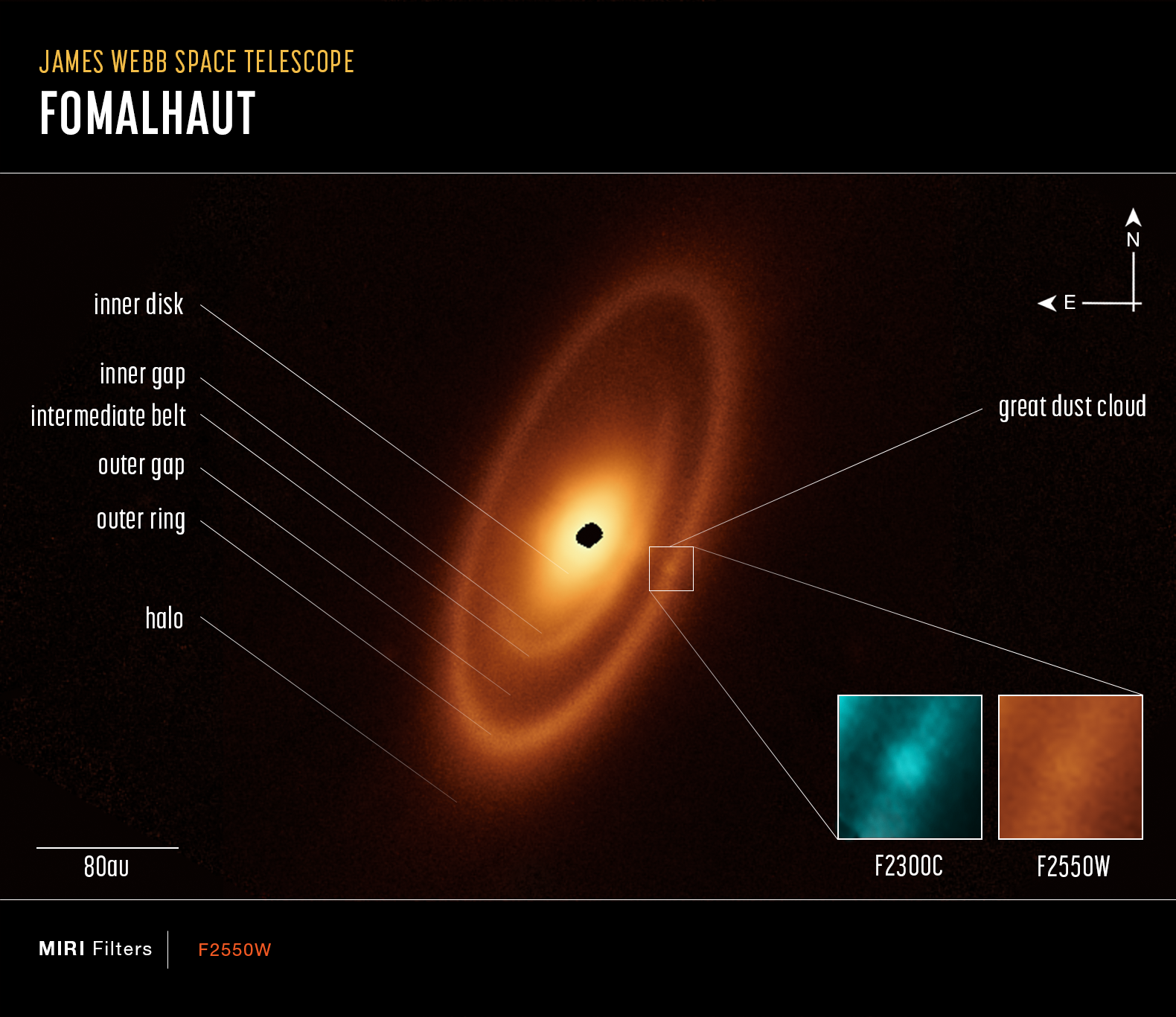
Imatge del cinturó d'asteroides de Fomalhaut pel James Webb Space Telescope amb anotacions de la NASA.

La dissipació del material és una de les processos responsables de l'evolució dels discos circumstel·lars. Juntament amb la informació sobre la massa de l'estrella central, l'observació de la dissipació del material en diferents estadis d'un disc circumstel·lar es pot utilitzar per determinar les escales de temps implicades en la seva evolució. Per exemple, les observacions del procés de dissipació en discos de transició (discs amb grans forats interiors) estimen que l'edat mitjana d'un disc circumstel·lar és d'aproximadament 10 Ma.
El procés de dissipació i la seva durada en cada etapa no es coneix bé. S'han proposat diversos mecanismes, amb prediccions diferents de les propietats observades dels discs, per explicar la dispersió en els discos circumstel·lars. Mecanismes com la disminució de l'opacitat de la pols a causa del creixement del gra, fotoevaporació de material per fotons de raigs X o UV de l'estrella central (vent estel·lar), o la influència dinàmica d'un planeta gegant que es forma dins del disc són alguns dels processos que tenen s'ha proposat per explicar la dissipació.
La dissipació és un procés que es produeix de manera continuada en els discos circumstel·lars durant tota la vida de l'estrella central, i alhora, per a la mateixa etapa, és un procés que està present en diferents parts del disc. La dissipació es pot dividir en la dissipació del disc interior, la dissipació del disc mitjà i la dissipació del disc exterior, segons la part del disc considerada.
Els discos circumstel·lars no són objectes en equilibri, sinó que estan en constant evolució. Es dona l'evolució de la densitat superficial {\displaystyle \Sigma } del disc, que és la quantitat de massa per unitat d'àrea, de manera que després d'haver integrat la densitat de volum en un lloc concret del disc sobre l'estructura vertical, es dona per:
{\displaystyle {\frac {\partial \Sigma }{\partial t}}={\frac {3}{r}}{\frac {\partial }{\partial r}}\left[r^{1/2}{\frac {\partial }{\partial r}}\nu \Sigma r^{1/2}\right]}
on {\displaystyle r} és la ubicació radial del disc i {\displaystyle \nu } és la viscositat a la ubicació {\displaystyle r}. Aquesta equació assumeix una simetria axisimètrica en el disc, però és compatible amb qualsevol estructura de disc vertical.
La viscositat del disc, ja sigui molecular, turbulent o d'un altre tipus, transporta el moment angular cap a l'exterior del disc i la major part de la massa cap a dins, fins a acumular-se a l'objecte central. L'acreció de massa sobre l'estrella {\displaystyle {\dot {M}}} en termes de la viscositat del disc {\displaystyle \nu } s'expressa:
{\displaystyle {\dot {M}}=3\pi \nu \Sigma \left[1-{\sqrt {\frac {r_{\text{in}}}{r}}}\right]^{-1}}
on {\displaystyle r_{\text{in}}} és el radi interior.

## Al voltant del Sistema Solar
- El cinturó d'asteroides és un dipòsit de petits cossos del Sistema Solar situat entre l'òrbita de Mart i Júpiter. És una font de pols interplanetària.
- El cinturó de Kuiper, més enllà de l'òrbita de Neptú
- El disc dispers, més enllà de l'òrbita de Neptú
- El núvol de Hills; només el núvol d'Oort interior té una forma de toroide. El núvol d'Oort exterior té una forma més esfèrica.